# Matsudaira Yorishige
Matsudaira Yorishige (松平 頼重, né le 7 août 1622, mort le 24 mai 1695) est un daimyo du début de l'époque d'Edo qui a gouverné le domaine de Takamatsu. Yorishige est le premier fils de Tokugawa Yorifusa, et Tokugawa Mitsukuni, le troisième fils de Tokugawa Yorifusa, le premier daimyo Tokugawa du domaine de Mito. Il est le petit-fils de Tokugawa Ieyasu.
Une de ses filles épouse Takatsukasa Kanehiro.

## Source de la traduction
- (en) Cet article est partiellement ou en totalité issu de l’article de Wikipédia en anglais intitulé « Matsudaira Yorishige » (voir la liste des auteurs).